# 挑战者深渊

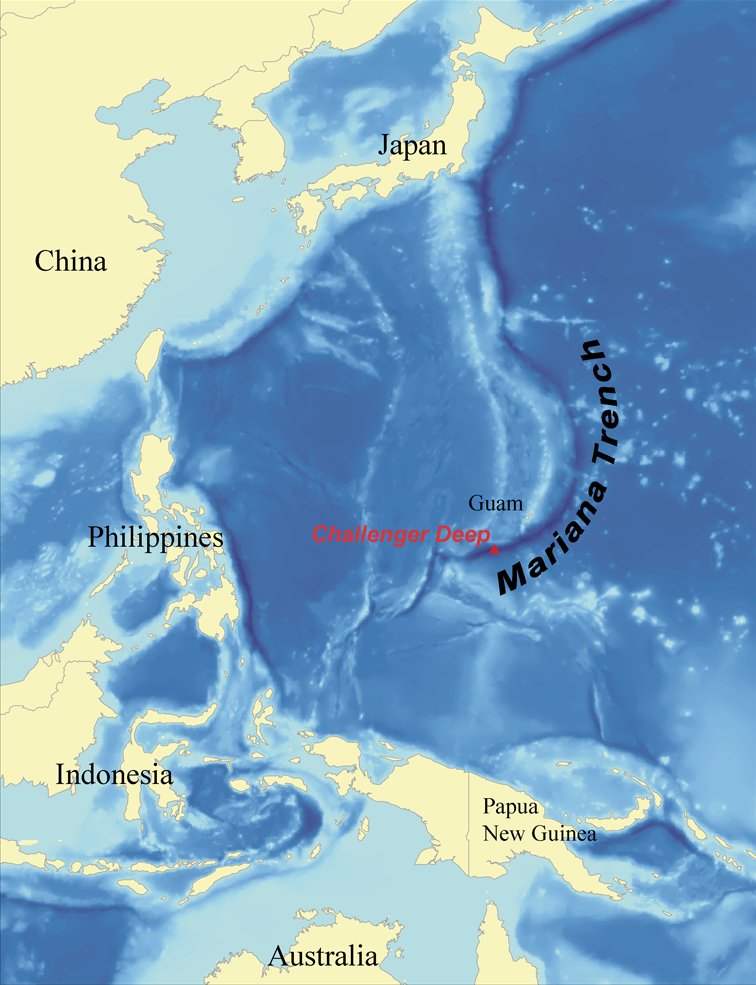
挑战者深渊在太平洋的位置

挑战者深渊是西北太平洋马里亚纳海沟的最深处，深约11,000米，同时也是世界上海洋最深处和地表最深的地方。该深度的压力是海平面压力的1,100倍。其名称由来源于英国皇家海军的测量船挑战者号护卫舰（HMS Challenger），该船在1872年至1876年的考察中首次定位了其位置；而HMS Challenger II则在1950年至1952年的考察中确定了深度。

## 人类探测
人类使用深海载人潜水器和遥控水下航行器对挑战者深渊进行探测。
首次載人探测是在1960年1月23日，瑞士探险家雅克·皮卡和美国探险家唐纳德·沃尔什驾驶的里雅斯特号深海潜艇首次下潜至挑战者深渊，并停留了20分钟，测得深度为10,916米，发现有鱼和虾等生物。
1995年3月4日，日本海沟号遥控水下航行器下潜至挑战者深渊，测得深度为10,911米，发现有海参、蠕虫和虾等。
2009年5月31日，美国海神号遥控水下航行器下潜至挑战者深渊。
第二次載人探测是加拿大奧斯卡得獎導演詹姆斯·法蘭西斯·卡麥隆，於2012年3月26日，駕駛單人潛艇深海挑戰者號（Deepsea Challenger），下潛2小時36分鐘之後，終於降落在10,898米（35,756呎）的挑戰者深淵海床。卡麥隆成為自1960年以來，第一位潛入這個世界最深淵的人，更是首位隻身潛入的探險家。他在地球最深淵逗留了3小時多一點。
第三次載人探测是在2019年4月28日，美國退休的海軍軍官和海底探險家維克多·維斯科沃單獨駕駛DSV Limiting Factor抵達深度10,928公尺（35,853呎）處，比前記錄多了16公尺（52呎）。他在底部探測了四小時（248分鐘），也是目前單獨在深淵逗留時間最長的記錄。同年5月1日，Vescovo再度單獨下濳至10,927公尺處，成為世界記錄中第一位抵達深淵兩次的人；這次他停留了三小時（217分鐘）。他在挑戰者深淵海床上看到了塑膠袋及糖果包裝紙。此行共有五次的科學及商業下潛任務至海溝底部（含之後5月3日、5月5日、5月7日的三次下潛），主要收集了生物、地質等樣本。
2020年11月10日，3名潜航员乘坐当时世界最大、当时搭载人数最多的中国“奋斗者”号载人潜水器抵达马里亚纳海沟最深处，下潜深度为10909米。截至2021年12月5日，奋斗者号已完成21次万米下潜，已有27位科学家通过奋斗者号载人潜水器到达过全球海洋最深处。

## 参見
- 海沟列表
- 马里亚纳海沟
- 奮鬥者號潛水器